# Campeonato Nacional 1975 (Argentina)
El llamado Torneo Nacional 1975, designado oficialmente como Campeonato Nacional «Presidente de la Nación Teniente General Juan Domingo Perón 1975», fue el quincuagésimo sexto de la era profesional y el segundo de la temporada de la Primera División argentina de fútbol. Se inició el 19 de septiembre, consagrando al campeón el 28 de diciembre. Luego se jugó el partido clasificatorio para intervenir en la Copa Libertadores 1976, disputado el 25 de enero de ese año.
Se jugó en dos rondas, una previa clasificatoria y un octogonal final. El número de participantes disminuyó con respecto al anterior Nacional, en detrimento de los indirectamente afiliados que se redujeron a 12, la mitad clasificados a través de las plazas fijas y los otros 6 del Torneo Regional, completándose 32 equipos con los 20 provenientes del Metropolitano.
Fue bicampeón el Club Atlético River Plate, con lo que revalidó su clasificación a la Copa Libertadores 1976. El segundo clasificado se definió en un partido jugado por los subcampeones de ambos torneos del año.

## Equipos participantes

### Del torneo regular
20 equipos, todos los participantes del Metropolitano del mismo año.
| Equipo             | Ciudad       |
| ------------------ | ------------ |
| All Boys           | Buenos Aires |
| Argentinos Juniors | Buenos Aires |
| Atlanta            | Buenos Aires |
| Banfield           | Banfield     |
| Boca Juniors       | Buenos Aires |
| Chacarita Juniors  | Villa Maipú  |
| Colón              | Santa Fe     |
| Estudiantes        | La Plata     |
| Ferro Carril Oeste | Buenos Aires |
| Gimnasia y Esgrima | La Plata     |
| Huracán            | Buenos Aires |
| Independiente      | Avellaneda   |
| Newell's Old Boys  | Rosario      |
| Racing Club        | Avellaneda   |
| River Plate        | Buenos Aires |
| Rosario Central    | Rosario      |
| San Lorenzo        | Buenos Aires |
| Temperley          | Temperley    |
| Unión              | Santa Fe     |
| Vélez Sarsfield    | Buenos Aires |

### De las plazas fijas
Los 6 equipos del interior clasificados en sus ligas.
| Equipo             | Ciudad                |
| ------------------ | --------------------- |
| Aldosivi           | Mar del Plata         |
| Gimnasia y Esgrima | San Salvador de Jujuy |
| Gimnasia y Esgrima | Mendoza               |
| Juventud Antoniana | Salta                 |
| San Martín         | San Miguel de Tucumán |
| Talleres           | Córdoba               |

### Del Torneo Regional
Los 6 equipos clasificados al efecto de participar de este certamen.
| Equipo           | Ciudad                |
| ---------------- | --------------------- |
| Atlético Tucumán | San Miguel de Tucumán |
| Bartolomé Mitre  | Posadas               |
| Belgrano         | Córdoba               |
| Cipolletti       | Cipolletti            |
| Jorge Newbery    | Junín                 |
| Juventud Alianza | Santa Lucía           |

## Sistema de disputa
Primera fase: cuatro zonas con un partido interzonal (A con B, C con D), en dos ruedas todos contra todos, por acumulación de puntos.
Segunda fase: los dos primeros de cada zona en una rueda final, todos contra todos, por acumulación de puntos.

## Fase de grupos
Los dos primeros de cada grupo clasificaron al octogonal de definición.

### Zona A
| Pos. | Equipo                 | Pts. | PJ | PG | PE | PP | GF | GC | Dif. |
| ---- | ---------------------- | ---- | -- | -- | -- | -- | -- | -- | ---- |
| 1.º  | River Plate            | 25   | 16 | 12 | 1  | 3  | 41 | 17 | 24   |
| 2.º  | Estudiantes (LP)       | 21   | 16 | 7  | 7  | 2  | 24 | 18 | 6    |
| 3.º  | Huracán                | 19   | 16 | 9  | 1  | 6  | 31 | 21 | 10   |
| 4.º  | Gimnasia y Esgrima (M) | 19   | 16 | 7  | 5  | 4  | 22 | 16 | 6    |
| 5.º  | All Boys               | 13   | 16 | 5  | 3  | 8  | 22 | 34 | −12  |
| 6.º  | San Martín (T)         | 12   | 16 | 4  | 4  | 8  | 23 | 31 | −8   |
| 7.º  | Vélez Sarsfield        | 10   | 16 | 3  | 4  | 9  | 20 | 30 | −10  |
| 8.º  | Cipolletti             | 8    | 16 | 2  | 4  | 10 | 19 | 32 | −13  |

|  | Clasificó al octogonal final. |

### Zona B
| Pos. | Equipo                  | Pts. | PJ | PG | PE | PP | GF | GC | Dif. |
| ---- | ----------------------- | ---- | -- | -- | -- | -- | -- | -- | ---- |
| 1.º  | Atlético Tucumán        | 23   | 16 | 10 | 3  | 3  | 29 | 22 | 7    |
| 2.º  | San Lorenzo             | 22   | 16 | 10 | 2  | 4  | 34 | 22 | 12   |
| 3.º  | Argentinos Juniors      | 20   | 16 | 9  | 2  | 5  | 35 | 35 | 0    |
| 4.º  | Boca Juniors            | 16   | 16 | 8  | 0  | 8  | 39 | 31 | 8    |
| 5.º  | Aldosivi                | 14   | 16 | 6  | 2  | 8  | 23 | 29 | −6   |
| 6.º  | Juventud Alianza        | 12   | 16 | 6  | 0  | 10 | 24 | 39 | −15  |
| 7.º  | Gimnasia y Esgrima (LP) | 11   | 16 | 4  | 3  | 9  | 27 | 31 | −4   |
| 8.º  | Ferro Carril Oeste      | 11   | 16 | 4  | 3  | 9  | 21 | 26 | −5   |

|  | Clasificó al octogonal final. |

### Zona C
| Pos. | Equipo                 | Pts. | PJ | PG | PE | PP | GF | GC | Dif. |
| ---- | ---------------------- | ---- | -- | -- | -- | -- | -- | -- | ---- |
| 1.º  | Rosario Central        | 25   | 16 | 10 | 5  | 1  | 21 | 8  | 13   |
| 2.º  | Gimnasia y Esgrima (J) | 21   | 16 | 8  | 5  | 3  | 20 | 12 | 8    |
| 3.º  | Independiente          | 19   | 16 | 6  | 7  | 3  | 30 | 20 | 10   |
| 4.º  | Belgrano               | 17   | 16 | 7  | 3  | 6  | 26 | 23 | 3    |
| 5.º  | Unión                  | 16   | 16 | 5  | 6  | 5  | 23 | 19 | 4    |
| 6.º  | Chacarita Juniors      | 10   | 16 | 3  | 4  | 9  | 16 | 33 | −17  |
| 7.º  | Jorge Newbery          | 9    | 16 | 3  | 3  | 10 | 14 | 24 | −10  |
| 8.º  | Banfield               | 9    | 16 | 3  | 3  | 10 | 20 | 30 | −10  |

|  | Clasificó al octogonal final. |

### Zona D
| Pos. | Equipo             | Pts. | PJ | PG | PE | PP | GF | GC | Dif. |
| ---- | ------------------ | ---- | -- | -- | -- | -- | -- | -- | ---- |
| 1.º  | Talleres (C)       | 22   | 16 | 9  | 4  | 3  | 38 | 23 | 15   |
| 2.º  | Temperley          | 22   | 16 | 9  | 4  | 3  | 31 | 21 | 10   |
| 3.º  | Newell's Old Boys  | 21   | 16 | 9  | 3  | 4  | 31 | 15 | 16   |
| 4.º  | Colón              | 21   | 16 | 9  | 3  | 4  | 34 | 27 | 7    |
| 5.º  | Racing Club        | 17   | 16 | 7  | 3  | 6  | 36 | 30 | 6    |
| 6.º  | Atlanta            | 15   | 16 | 7  | 1  | 8  | 29 | 35 | −6   |
| 7.º  | Juventud Antoniana | 11   | 16 | 2  | 7  | 7  | 17 | 24 | −7   |
| 8.º  | Bartolomé Mitre    | 1    | 16 | 0  | 1  | 15 | 10 | 52 | −42  |

|  | Clasificó al octogonal final. |

## Fase final
Se disputó entre los 8 clasificados, por el sistema de todos contra todos, en una sola rueda en cancha neutral.

### Tabla de posiciones final
| Pos. | Equipo                 | Pts. | PJ | PG | PE | PP | GF | GC | Dif. |
| ---- | ---------------------- | ---- | -- | -- | -- | -- | -- | -- | ---- |
| 1.º  | River Plate            | 12   | 7  | 5  | 2  | 0  | 13 | 8  | 5    |
| 2.º  | Estudiantes (LP)       | 11   | 7  | 5  | 1  | 1  | 8  | 2  | 6    |
| 3.º  | San Lorenzo            | 9    | 7  | 3  | 3  | 1  | 18 | 11 | 7    |
| 4.º  | Gimnasia y Esgrima (J) | 6    | 7  | 2  | 2  | 3  | 10 | 13 | −3   |
| 5.º  | Rosario Central        | 5    | 7  | 1  | 3  | 3  | 8  | 9  | −1   |
| 6.º  | Talleres (C)           | 5    | 7  | 1  | 3  | 3  | 9  | 11 | −2   |
| 7.º  | Atlético Tucumán       | 5    | 7  | 1  | 3  | 3  | 7  | 13 | −6   |
| 8.º  | Temperley              | 3    | 7  | 1  | 1  | 5  | 9  | 15 | −6   |

## Partido para clasificar a la Copa Libertadores
Al haberse consagrado River Plate campeón de ambos torneos, se jugó un partido en cancha neutral, entre el subcampeón del Metropolitano y el del presente Nacional, cuyo ganador participó de la Copa Libertadores 1976. En este caso, Estudiantes de La Plata se clasificó para la Copa Libertadores 1976 imponiéndose frente a Huracán por 3 a 2.
| Partido  | Partido   | Partido          | Partido     | Partido             |
| Equipo 1 | Resultado | Equipo 2         | Estadio     | Fecha               |
| -------- | --------- | ---------------- | ----------- | ------------------- |
| Huracán  | 2 - 3     | Estudiantes (LP) | El Cilindro | 25 de enero de 1976 |

## Goleadores
| Jugador              | Jugador            | Goles | Equipo             |
| -------------------- | ------------------ | ----- | ------------------ |
| Bandera de Argentina | Héctor Scotta      | 28    | San Lorenzo        |
| Bandera de Argentina | Juan José Irigoyen | 14    | Argentinos Juniors |
| Bandera de Argentina | Mario Kempes       | 13    | Rosario Central    |
| Bandera de Argentina | Sergio Robles      | 13    | Newell's Old Boys  |
| Bandera de Argentina | Oscar Fachetti     | 12    | Talleres (C)       |